# Mircea Ghițulescu
Mircea Ghițulescu (n. 14 august 1945, Cuca, județul Argeș ‒ d. 17 octombrie 2010, București) a fost un critic și istoric literar, cronicar dramatic, eseist și prozator român.

## Biografie
În anul 1969 a absolvit Facultatea de Filologie a Universității „Babeș-Bolyai” din Cluj. A făcut parte din gruparea revistei studențești „Echinox”. Și-a susținut doctoratul în estetica teatrului cu teza Direcții estetice în comedia contemporană la Universitatea Națională de Teatru și Cinematografie din București (1995). A fost profesor de limba și literatura română la Liceul din Întorsura Buzăului, jud. Covasna (1969-1970), ziarist la „Cuvântul liber” din Sfântu-Gheorghe (1970), profesor la Liceul din comuna Iara, jud. Cluj (1970-1972), inspector al teatrelor la Comitetul de Cultură al județului Cluj (1972-1978), director al Teatrului de Păpuși „Puck” din Cluj (1978-1980 și 1991), redactor la revista „Steaua” (1985-1989), director al Direcției teatrelor din Ministerul Culturii (1990-1992), director artistic al Teatrului Național din Cluj (1992-1993), consilier al Directorului general al Televiziunii Române (1993-1994), secretar al Uniunii Scriitorilor din România (2000-2005). A debutat publicistic în revista „Echinox”, în 1969, cu piesa de teatru într-un act Strada teilor și editorial cu volumul de povestiri Orașul fără somn, în 1978, la Editura Dacia. 
A organizat numeroase festivaluri de teatru și a inițiat „Clubul dramaturgilor”. A fost director fondator al revistei „Drama” din 2001.

## Volume publicate
- Alecsandri și dublul său, eseuri, Editura Albatros, 1980 (Premiul ATM)
- Omul de nisip, roman, Editura Dacia, 1982 (Premiul Asociației Scriitorilor din Cluj); ediția a II-a, Editura Viitorul Românesc, 2002
- O panoramă a literaturii dramatice române contemporane. 1944-1984, Editura Dacia, 1984
- Oglinda lui Narcis, roman, Editura Dacia, 1986
- Wiener Walzer, roman, Editura Albatros, 1999 (Premiul Asociației Scriitorilor din București)
- Istoria literaturii dramatice române contemporane (1900-2000), Editura Albatros, 2000 (Premiul Uniunii Scriitorilor din România, Premiul Secției Române a Asociației Internaționale a Criticilor de Teatru-AICT, Premiul Ministerului Culturii și Cultelor, Premiul „I. L. Caragiale” al Academiei Române)
- Cartea cu artiști. Teatrul românesc contemporan, Redacția Publicațiilor pentru Străinătate, 2004 (Premiul Uniunii Scriitorilor din România)
- Istoria literaturii dramatice românești, Editura Academiei Române, 2007; Istoria literaturii române. Dramaturgia, ediția a II-a, Editura Tracus Arte, 2008

## Alte distincții
- Ordinul Meritul Cultural în grad de ofițer.